# Тихомиров, Иван Юрьевич
Ива́н Ю́рьевич Тихоми́ров (бел. Іван Юр’евіч Ціхаміраў; род. 14 декабря 2003 года, Минск, Беларусь) — белорусский футболист, защитник клуба «Ислочь». Брат Дмитрия Тихомирова.

## Карьера
Футболом начал заниматься в академии «Минска». В составе молодёжных команд становился победителем и призёром страны, выступал в Юношеской лиге УЕФА. В 2022 году начал выступать за второй состав клуба. 2 августа перешёл в состав «Ислочи», подписав двухлетний контракт. Два сезона играл за дубль «волков», провёл пять игр, отличившись голом. 4 августа 2023 года на правах аренды до конца сезона присоединился к дзержинскому «Арсеналу». Дебютировал 16 августа в гостевом матче против «Осиповичей», забив гол. С клубом стал победителем Первой лиги. Вернувшись в «Ислочь», стал попадать в заявку и выходить в концовках матчей. Дебютировал 14 июня 2024 года в игре с «Гомелем», заменив на 89-й минуте Валерия Сенько. 13 декабря продлил контракт до конца следующего сезона. Первыми голами отметился 23 мая 2025 года в игре со своим предыдущим клубом, оформив дубль.

## Семья
Иван Тихомиров происходит из футбольной семьи. Отец Юрий выступал в конце 1990-х — начале 2000-х за БАТЭ, «Химки» и ростовский СКА. Брат Дмитрий — футболист гомельского «Локомотива».